# Reduktive Dehalogenierung
Unter reduktiver Dehalogenierung versteht man die Abspaltung von Fluorid-, Chlorid-, Bromid- oder Iodidgruppen von einer organischen Verbindung. Dazu wird ein Elektronendonor, meist ein Metallion, und ein geeignetes Bakterium (z. B. aus der Gattung Dehalococcoides  oder Acetobacterium) benötigt. Eine solche Reaktion kann zum Beispiel folgendermaßen aussehen:
{\displaystyle {\ce {4Fe^2+ + 3H2O + R-Cl -> 4Fe^3+ + 3OH- + H2 + R-H + Cl-}}}
Die organische Substanz (R–Cl) wird reduziert und das Chloratom durch ein Wasserstoffatom ersetzt.
Mit Hilfe der reduktiven Dehalogenierung können teilweise Schadstoffe im Boden abgebaut werden, die unter anaeroben Bedingungen ansonsten persistent wären. Dieses Phänomen wird in der Sanierung (Remediation) von verschmutzten Standorten bewusst gefördert.
Die Dehalogenierung von Halogenparaffinen erfolgt mit Natriumamalgam, {\displaystyle {\ce {Na_{x}Hg_{y}}}}.